# ولادیمر خینچگاشویلی
ولادیمر خینچگاشویلی (به انگلیسی: Vladimer Khinchegashvili) (زادهٔ ۱۹ آوریل ۱۹۹۱) ورزشکار رشته کشتی کشور گرجستان است که در دسته‌های ۵۷ و ۶۱ ک‌گ کشتی آزاد فعالیت کرده‌است. او در المپیک ۲۰۱۲ لندن به مدال نقره دست یافت اما در المپیک ۲۰۱۶ ریو مدال طلا را کسب کرد و از معدود کشتی‌گیران آزادکارِ وزن اولی در تاریخ المپیک است که در دو المپیک پیاپی فینالیست شده‌است.
او در قهرمانی کشتی جهان ۲۰۱۵ در لاس وگاس توانست با غلبه بر حسن رحیمی در فینال به قهرمانی در این مسابقات برسد. خینچگاشویلی همچنین قهرمان سه دوره مسابقات قهرمانی کشتی اروپا در ۲۰۱۴، ۲۰۱۶ و ۲۰۱۷ است.

## المپیک ۲۰۱۶ ریو

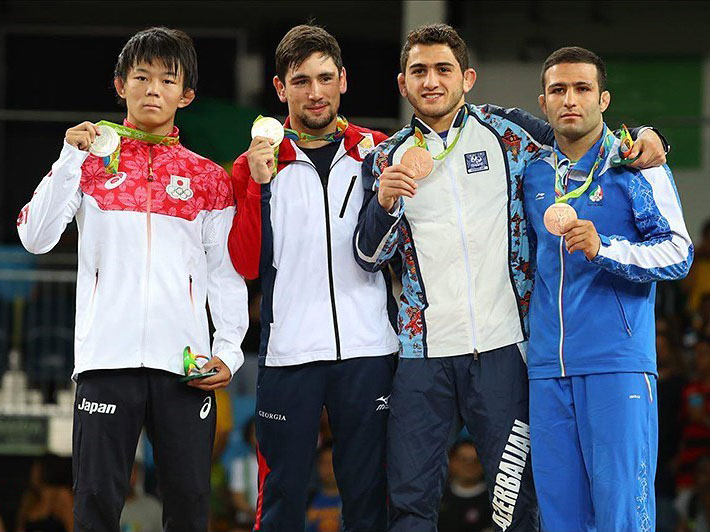
ولادیمر خینچگاشویلی در المپیک 2012 لندن

خینچگاشویلی در سال ۲۰۱۶ میلادی در المپیک ۲۰۱۶ ریو در وزن ۵۷ کیلو حاضر بود که در دور اول نوری‌سلام سانایف از قزاقستان، حاجی علی‌اف از آذربایجان و ولادیمیر دابوف از ازبکستان را شکست داد و به فینال رسید. وی در فینال ری هیگوچی کشتی‌گیر ژاپن را شکست داد و مدال طلا وزن ۵۷ کیلوگرم را بدست آورد.

## مسابقات قهرمانی کشتی جهان ۲۰۱۷
خینچگاشویلی در وزن ۶۱ کیلو مسابقات قهرمانی کشتی آزاد جهان ۲۰۱۷ پاریس حاضر بود که در دور اول و دوم حسین شیخ‌باناوو از بلاروس و تومنبیلگین توشینتولگا از مغولستان را شکست داد اما در دور بعد از گادژیمراد رشیدوف کشتی‌گیر روسی شکست خورد و با توجه به حضور این کشتی‌گیر در فینال، به دیدار شانس مجدد رفت. او در اولین مسابقه شانس مجدد لوگان استیبر از آمریکا را شکست داد و به دیدار رده‌بندی راه یافت. وی در دیدار رده‌بندی چنگیز ارودغان کشتی‌گیر ترکی را شکست داد و مدال برنز وزن ۶۱ کیلوگرم را بدست آورد.

## نتایج مسابقات
| مسابقات جهانی و المپیک                     | مسابقات جهانی و المپیک                     | مسابقات جهانی و المپیک                     | مسابقات جهانی و المپیک                     | مسابقات جهانی و المپیک                     | مسابقات جهانی و المپیک                     | مسابقات جهانی و المپیک                     | مسابقات جهانی و المپیک                     |
| نتیجه                                      | رکورد                                      | رقیب                                       | مرحله                                      | امتیازات                                   | تاریخ                                      | مسابقات                                    | مکان                                       |
| مسابقات جهانی ۲۰۱۸ ۱۱ام وزن ۶۵ک‌گ کشتی آزاد | مسابقات جهانی ۲۰۱۸ ۱۱ام وزن ۶۵ک‌گ کشتی آزاد | مسابقات جهانی ۲۰۱۸ ۱۱ام وزن ۶۵ک‌گ کشتی آزاد | مسابقات جهانی ۲۰۱۸ ۱۱ام وزن ۶۵ک‌گ کشتی آزاد | مسابقات جهانی ۲۰۱۸ ۱۱ام وزن ۶۵ک‌گ کشتی آزاد | مسابقات جهانی ۲۰۱۸ ۱۱ام وزن ۶۵ک‌گ کشتی آزاد | مسابقات جهانی ۲۰۱۸ ۱۱ام وزن ۶۵ک‌گ کشتی آزاد | مسابقات جهانی ۲۰۱۸ ۱۱ام وزن ۶۵ک‌گ کشتی آزاد |
| ------------------------------------------ | ------------------------------------------ | ------------------------------------------ | ------------------------------------------ | ------------------------------------------ | ------------------------------------------ | ------------------------------------------ | ------------------------------------------ |
| باخت                                       | ۲۸–۷                                       | احمد چاکایف                                | یک چهارم                                   | ۰–۱۰                                       | ۲۱ اکتبر, ۲۰۱۸                             | مسابقات قهرمانی کشتی جهان ۲۰۱۸             | بوداپست، مجارستان                          |
| برد                                        | ۲۸–۶                                       | صلاح‌الدین کلیجسالیان                       | یک هشتم                                    | ۶–۵                                        | ۲۱ اکتبر, ۲۰۱۸                             | مسابقات قهرمانی کشتی جهان ۲۰۱۸             | بوداپست، مجارستان                          |
| برد                                        | ۲۷–۶                                       | امیرحسین مقصودی                            | یک شانزدهم                                 | ۷–۳                                        | ۲۱ اکتبر, ۲۰۱۸                             | مسابقات قهرمانی کشتی جهان ۲۰۱۸             | بوداپست، مجارستان                          |
| مسابقات جهانی ۲۰۱۷ وزن ۶۱ک‌گ کشتی آزاد      |                                            |                                            |                                            |                                            |                                            |                                            |                                            |
| برد                                        | ۲۶–۶                                       | چنگیز ارودغان                              | رده بندی                                   | ۳–۰                                        | ۲۵ آگوست, ۲۰۱۷                             | مسابقات قهرمانی کشتی جهان ۲۰۱۷             | پاریس، فرانسه                              |
| برد                                        | ۲۵–۶                                       | لوگان استیبر                               | فرصت ۲                                     | ۰-۱۰                                       | ۲۵ آگوست, ۲۰۱۷                             | مسابقات قهرمانی کشتی جهان ۲۰۱۷             | پاریس، فرانسه                              |
| باخت                                       | ۲۴–۶                                       | گادژیمراد رشیدوف                           | یک چهارم                                   | ۳-۶                                        | ۲۵ آگوست, ۲۰۱۷                             | مسابقات قهرمانی کشتی جهان ۲۰۱۷             | پاریس، فرانسه                              |
| برد                                        | ۲۴–۵                                       | تومنبیلگین توشینتولگا                      | یک هشتم                                    | ۱-۷                                        | ۲۵ آگوست, ۲۰۱۷                             | مسابقات قهرمانی کشتی جهان ۲۰۱۷             | پاریس، فرانسه                              |
| برد                                        | ۲۳–۵                                       | کریستین نیکولسکو                           | یک شانزدهم                                 | ۰-۱۰                                       | ۲۵ آگوست, ۲۰۱۷                             | مسابقات قهرمانی کشتی جهان ۲۰۱۷             | پاریس، فرانسه                              |
| المپیک ریو وزن ۵۷ک‌گ کشتی آزاد              |                                            |                                            |                                            |                                            |                                            |                                            |                                            |
| برد                                        | ۲۲–۵                                       | ری هیگوچی                                  | نهایی                                      | ۳-۴                                        | ۱۹ اوت, ۲۰۱۶                               | بازی‌های المپیک تابستانی ۲۰۱۶               | ریو دو ژانیرو، برزیل                       |
| برد                                        | ۲۱–۵                                       | ولادیمیر دابوف                             | نیمه نهایی                                 | ۴-۸                                        | ۱۹ اوت, ۲۰۱۶                               | بازی‌های المپیک تابستانی ۲۰۱۶               | ریو دو ژانیرو، برزیل                       |
| برد                                        | ۲۰–۵                                       | حاجی علی‌اف                                 | یک چهارم                                   | ۳-۵                                        | ۱۹ اوت, ۲۰۱۶                               | بازی‌های المپیک تابستانی ۲۰۱۶               | ریو دو ژانیرو، برزیل                       |
| برد                                        | ۱۹–۵                                       | نوری‌سلام سانایف                            | یک هشتم                                    | ۳-۴                                        | ۱۹ اوت, ۲۰۱۶                               | بازی‌های المپیک تابستانی ۲۰۱۶               | ریو دو ژانیرو، برزیل                       |
| مسابقات جهانی ۲۰۱۵ وزن ۵۷ک‌گ کشتی آزاد      |                                            |                                            |                                            |                                            |                                            |                                            |                                            |
| برد                                        | ۱۸–۵                                       | حسن رحیمی                                  | نهایی                                      | ۴-۵                                        | ۱۲ س‍‍‍پتامبر, ۲۰۱۵                            | مسابقات قهرمانی کشتی جهان ۲۰۱۵             | لاس وگاس، آمریکا                           |
| برد                                        | ۱۷–۵                                       | بخبایار اردنبات                            | نیمه نهایی                                 | ۲-۱۰                                       | ۱۲ س‍‍‍پتامبر, ۲۰۱۵                            | مسابقات قهرمانی کشتی جهان ۲۰۱۵             | لاس وگاس، آمریکا                           |
| برد                                        | ۱۶–۵                                       | نوری‌سلام سانایف                            | یک چهارم                                   | ۵-۷                                        | ۱۲ س‍‍‍پتامبر, ۲۰۱۵                            | مسابقات قهرمانی کشتی جهان ۲۰۱۵             | لاس وگاس، آمریکا                           |
| برد                                        | ۱۵–۵                                       | گئورگی وانگلوف                             | یک هشتم                                    | ۱-۶                                        | ۱۲ س‍‍‍پتامبر, ۲۰۱۵                            | مسابقات قهرمانی کشتی جهان ۲۰۱۵             | لاس وگاس، آمریکا                           |
| برد                                        | ۱۴–۵                                       | سالواتوره مانینو                           | یک شانزدهم                                 | ۰-۱۰                                       | ۱۲ س‍‍‍پتامبر, ۲۰۱۵                            | مسابقات قهرمانی کشتی جهان ۲۰۱۵             | لاس وگاس، آمریکا                           |
| مسابقات جهانی ۲۰۱۴ وزن ۵۷ک‌گ کشتی آزاد      |                                            |                                            |                                            |                                            |                                            |                                            |                                            |
| باخت                                       | ۱۳–۵                                       | یانگ کیونگ-ایل                             | نهایی                                      | ۵-۳                                        | ۸ س‍‍‍پتامبر, ۲۰۱۴                             | مسابقات قهرمانی کشتی جهان ۲۰۱۴             | تاشکند، ازبکستان                           |
| برد                                        | ۱۳–۴                                       | بخبایار اردنبات                            | نیمه نهایی                                 | ۶-۳                                        | ۸ س‍‍‍پتامبر, ۲۰۱۴                             | مسابقات قهرمانی کشتی جهان ۲۰۱۴             | تاشکند، ازبکستان                           |
| برد                                        | ۱۲–۴                                       | ولادیسلاو آندریو                           | یک چهارم                                   | ۰-۴                                        | ۸ س‍‍‍پتامبر, ۲۰۱۴                             | مسابقات قهرمانی کشتی جهان ۲۰۱۴             | تاشکند، ازبکستان                           |
| برد                                        | ۱۱–۴                                       | احمدنبی گوارزاتیلوف                        | یک هشتم                                    | ۲-۸                                        | ۸ س‍‍‍پتامبر, ۲۰۱۴                             | مسابقات قهرمانی کشتی جهان ۲۰۱۴             | تاشکند، ازبکستان                           |
| برد                                        | ۱۰–۴                                       | آندره گویسپه                               | یک شانزدهم                                 | ۰-۱۰                                       | ۸ س‍‍‍پتامبر, ۲۰۱۴                             | مسابقات قهرمانی کشتی جهان ۲۰۱۴             | تاشکند، ازبکستان                           |
| مسابقات جهانی ۲۰۱۳ ۱۰ام وزن ۶۰ک‌گ کشتی آزاد |                                            |                                            |                                            |                                            |                                            |                                            |                                            |
| باخت                                       | ۹–۴                                        | انخسایخانی نیام-اوچیر                      | یک چهارم                                   | ۸-۵                                        | ۱۷ سپتامبر, ۲۰۱۳                           | مسابقات قهرمانی کشتی جهان ۲۰۱۳             | بوداپست، مجارستان                          |
| برد                                        | ۹–۳                                        | لی سیونگ-چول                               | یک هشتم                                    | ۰-۸                                        | ۱۷ سپتامبر, ۲۰۱۳                           | مسابقات قهرمانی کشتی جهان ۲۰۱۳             | بوداپست، مجارستان                          |
| برد                                        | ۸–۳                                        | آبل هررا                                   | یک شانزدهم                                 | ۶-۹                                        | ۱۷ سپتامبر, ۲۰۱۳                           | مسابقات قهرمانی کشتی جهان ۲۰۱۳             | بوداپست، مجارستان                          |
| المپیک لندن وزن ۵۵ک‌گ کشتی آزاد             |                                            |                                            |                                            |                                            |                                            |                                            |                                            |
| باخت                                       | ۷–۳                                        | جمال اوتار سلطانوف                         | نهایی                                      | ۴-۳،۱-۰                                    | ۱۰ اوت, ۲۰۱۲                               | بازی‌های المپیک تابستانی ۲۰۱۲               | لندن، بریتانیا                             |
| برد                                        | ۷–۲                                        | شینیچی یاموتو                              | نیمه نهایی                                 | ۰-۲،۴-۰،۰-۱                                | ۱۰ اوت, ۲۰۱۲                               | بازی‌های المپیک تابستانی ۲۰۱۲               | لندن، بریتانیا                             |
| برد                                        | ۶–۲                                        | آمیت کومار                                 | یک چهارم                                   | ۰-۴،۱-۳                                    | ۱۰ اوت, ۲۰۱۲                               | بازی‌های المپیک تابستانی ۲۰۱۲               | لندن، بریتانیا                             |
| برد                                        | ۵–۲                                        | رادوسلاف ولیکوف                            | یک هشتم                                    | ۰-۴،۱-۱،۳-۰                                | ۱۰ اوت, ۲۰۱۲                               | بازی‌های المپیک تابستانی ۲۰۱۲               | لندن، بریتانیا                             |
| برد                                        | ۴–۲                                        | ابراهیم فرج                                | یک شانزدهم                                 | ۰-۲،۲-۵،۱-۱                                | ۱۰ اوت, ۲۰۱۲                               | بازی‌های المپیک تابستانی ۲۰۱۲               | لندن، بریتانیا                             |
| مسابقات جهانی ۲۰۱۱ ۷ام وزن ۵۵ک‌گ کشتی آزاد  |                                            |                                            |                                            |                                            |                                            |                                            |                                            |
| باخت                                       | ۳–۲                                        | حسن رحیمی                                  | شانس مجدد ۳                                | ۱-۲،۲-۰،۶-۰                                | ۱۶ سپتامبر, ۲۰۱۱                           | مسابقات جهانی ۲۰۱۱                         | استانبول، ترکیه                            |
| باخت                                       | ۳–۱                                        | رادوسلاف ولیکوف                            | یک چهارم                                   | ۰-۱،۳-۲،۱-۰                                | ۱۶ سپتامبر, ۲۰۱۱                           | مسابقات جهانی ۲۰۱۱                         | استانبول، ترکیه                            |
| برد                                        | ۳–۰                                        | ناتله سم شیلیملا                           | یک هشتم                                    | ۰-۶،۰-۷                                    | ۱۶ سپتامبر, ۲۰۱۱                           | مسابقات جهانی ۲۰۱۱                         | استانبول، ترکیه                            |
| برد                                        | ۲–۰                                        | گی مود                                     | یک شانزدهم                                 | ۰-۶،۰-۶                                    | ۱۶ سپتامبر, ۲۰۱۱                           | مسابقات جهانی ۲۰۱۱                         | استانبول، ترکیه                            |
| برد                                        | ۱–۰                                        | فرناندو پردرس                              | یک سی‌ودوم                                  | ۰-۷،۰-۷                                    | ۱۶ سپتامبر, ۲۰۱۱                           | مسابقات جهانی ۲۰۱۱                         | استانبول، ترکیه                            |